# Macaranga hexandra
Macaranga hexandra är en törelväxtart som först beskrevs av William Roxburgh, och fick sitt nu gällande namn av Johannes Müller Argoviensis. Macaranga hexandra ingår i släktet Macaranga och familjen törelväxter. Inga underarter finns listade i Catalogue of Life.